# شامخال‌لار
شامخال‌لار (به لاتین: Şamxallar) یک منطقه مسکونی در جمهوری آذربایجان است که در شهرستان گران‌بوی واقع شده است.